# 耶拿桥
48°51′35″N 02°17′32″E / 48.85972°N 2.29222°E
耶拿桥（法語：Pont d'Iéna）是法国巴黎塞纳河上的一座桥梁，连接左岸的埃菲尔铁塔和右岸的夏乐宫。2024年巴黎奥运会的竞走和公路自行车比赛设置于此。

## 历史
1807年，拿破仑一世在华沙颁布帝国法令，修筑通往军事学院（École Militaire）的桥梁，以1806年获胜的耶拿战役命名，而不是先前考虑的名称“战神桥”（pont du Champ-de-Mars）或“军事学院桥”（pont de l'École militaire）。

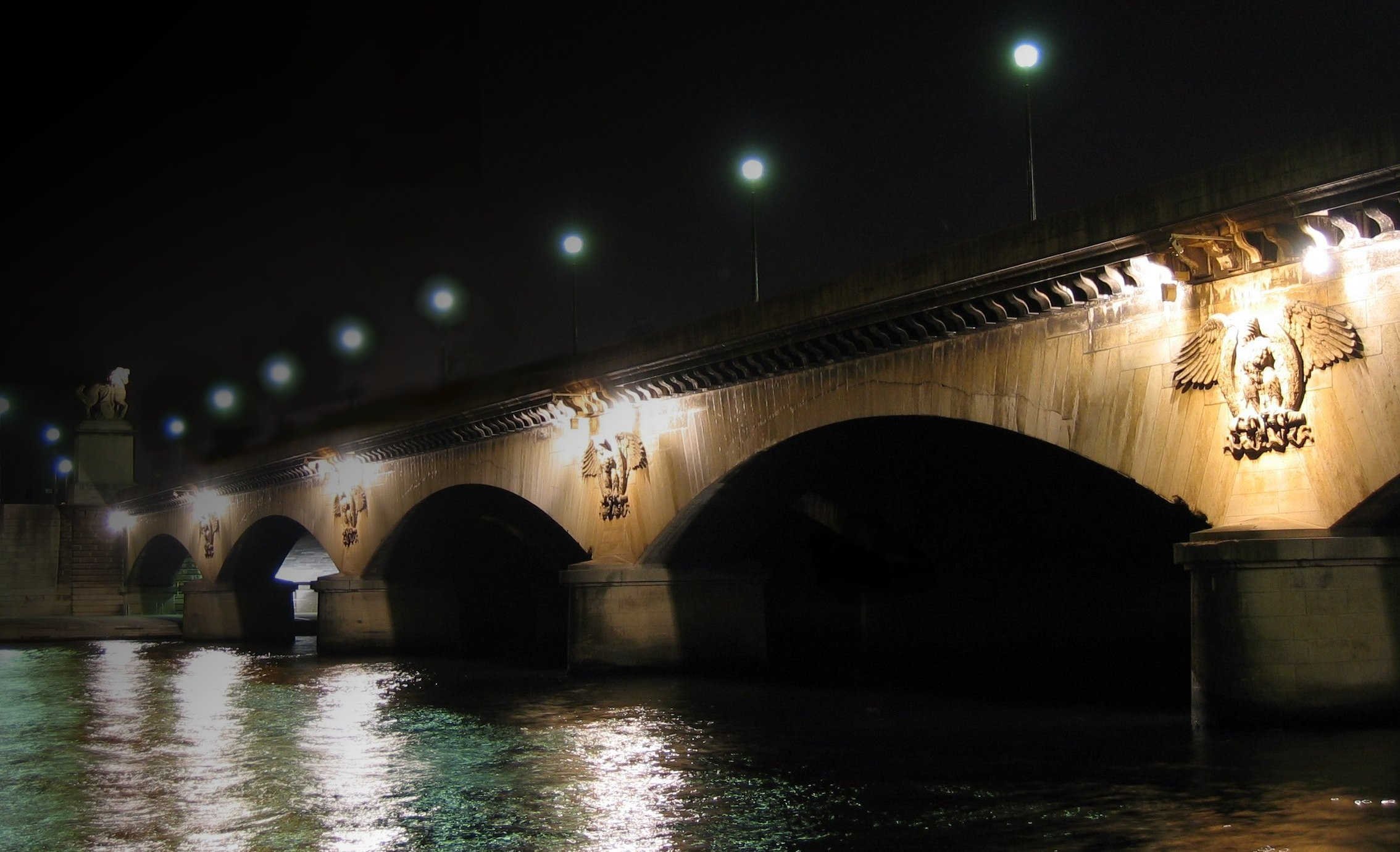
耶拿桥夜景

该桥设计为5拱，每个长28米，其建设费用在当时极为巨大，经费完全由国家支付，费时六年（1808年至1814年）。 
桥梁两旁原来装饰有帝国鹰，1815年第一帝国倒台后帝国鹰改为皇家字母“ L ”，1852年，拿破仑三世成为第二帝国皇帝后，又改为新的帝国鹰。
1853年，在桥梁两端四个塔的顶端安置四个雕塑：右岸是一个高卢战士和一名古罗马战士；左岸是一个阿拉伯战士和一名古希腊战士。
19世纪下半叶，桥梁的承载能力不足开始成为突出问题。夏乐宫区、欧特伊和帕西的扩大使得交通日益繁忙，这个包括人行道宽度不超过14米的桥梁有必要加以扩建。
1937年，世界博览会举行前夕，法国政府决定决定实施该项目，因为结构已开始表现出一定的恶化迹象。
1975年，此桥被列入历史遗址名单。